# Jacob Holmes
Jacob Braidwood Holmes (Adelaide, 14 agosto 1983) è un ex cestista australiano.

## Carriera
Con l'Australia ha disputato i Campionati oceaniani del 2005.